# Homec, Domžale
Homec este o localitate din comuna Domžale, Slovenia, cu o populație de 774 de locuitori.